# سكوليمس مبقع
السكوليمس المبقع (باللاتينية: Scolymus maculatus) نوع نباتي ينتمي إلى جنس السكوليمس من الفصيلة النجمية.

## البيئة والانتشار
موطنه بلاد الشام والمغرب العربي ومصر وتركيا وبعض مناطق جنوب أوروبا.